# ミシシッピー殺人事件
『ミシシッピー殺人事件』（ミシシッピーさつじんじけん、原題：MURDER on the MISSISSIPPI）は、アクティビジョンが発売したコモドール64、Apple II用のアドベンチャーゲーム。のちに日本のジャレコがライセンスを得て、ファミリーコンピュータ（ファミコン）およびMSX2に移植した（後述）。

## ゲーム内容
プレイヤーはプレイヤーキャラクターとして探偵のコンビを操作し、ノンプレイヤーキャラクターの複数の容疑者たちから証言や証拠品を得ながら、真犯人を告発してエンディングを目指す、キャラクター移動方式によるグラフィックアドベンチャーゲーム。
プレイヤーキャラクターがスタート地点に戻った際にしか表示されない「しょうこひんをしらべる」というコマンドがあり、集めた証拠品の一部にこのコマンドを適用しなければストーリーが進行しない仕掛けが施されている。
容疑者たちの証言は「メモする」というコマンドによって証拠として保存することができ、ほかの容疑者に提示することで新たな証言を引き出すアイテムとして使える。ただし、メモできる数には上限があり、上限を超えると古いメモから削除されてゆくため、重要でない事柄のメモを取ると手詰まりを招く。一見単なる悪口と思える話が、実際は重要な証言である場合もあり、容疑者の話が重要な証言か単なる世間話かは容易に判断できない。また、容疑者たちはメモコマンドの表示される証言を1回しかしてくれず、同じことをふたたび聞くと、それ以降は「もういいました」としか返ってこなくなる。つまり「メモする」をやりそこねてしまうと、重要な情報を手に入れることができず、手詰まりになってしまう。

## ストーリー
6月のある日。セントルイスからニューオーリンズへと向かう外輪船「デルタ・プリンセス号」。乗客の探偵チャールズ卿と助手のワトソンは、散歩がてらに乗客・乗員たちを訪問して行き、とある一室で他殺体を発見。2人はともに、乗客・乗員の協力を得ながら犯人を推理し、事件解決を目指すが、彼らはさまざまな事情から互いに憎しみ合っており、一筋縄では行かない。

## 登場人物
順序はジャレコ版説明書に基づく。
チャールズ・フォックスワース卿 (Sir Charles)
主人公の探偵。一等船室3号室の乗客であり、ゲームはここからスタートする。
ワトソン (Watson)
チャールズ卿の助手。アクティビジョン版では「リージス (Regis)」という名前である。証拠品集めやメモ取りなどを担い、彼のセリフがそのままコマンド入力の案内となっている。即死トラップ（後述）でチャールズ卿が死ぬと、ゲームのやり直しを切望する。移動操作の際、チャールズ卿に合わせてついてくるように動くが、終盤で「こくはつする」コマンドを実行した場合のみ、1人で勝手に歩く。
ネルソン (Nelson)
デルタ・プリンセス号の共同オーナーで、船長。常に操舵室にいる。
ヘンリー (Henry)
デルタ・プリンセス号の船員。常に甲板の27号室にいる。殺されたブラウンの実の息子（私生児）だが、不仲であった。テーラーを愛している。
テーラー (Taylor)
二等船室の20号室にいる乗客。職業不詳。ネバダ州出身。バージニア州の銀鉱山へ向かうために乗船した。
ウィリアム (William)
二等船室の15号室にいる乗客。未亡人や孤児の支援活動をしている社会活動家。射撃が趣味で、よくデッキへ出て鳥を撃ち殺す。
ディジー (Dizzy)
一等船室の8号室にいる乗客。売春婦。西部出身で、ニューオーリンズのおばを訪ねるために乗船した。テーラーから中身不明の封筒を預かり、郵送するよう頼まれる。
カーター (Carter)
一等船室の9号室にいる乗客。ネバダ州出身の判事。大酒飲みで、ヘンリーに停船するよう要求するなど、評判がよくない。
ヘレン (Helen)
二等船室の23号室にいる乗客。富豪の未亡人。
ゴドウィン (Godwin)
一等船室の12号室にいる乗客。盲目の牧師。ファミコン版には登場しない。
ブラウン (Brown)
一等船室の4号室で銃殺遺体となって発見された乗客。デルタ・プリンセス号の共同オーナーで、厩舎、綿花栽培、銀鉱山など多くの事業を手がけていた。

## 移植版
| No. | タイトル             | 発売日         | 対応機種               | 開発元           | 発売元   | メディア                   | 型式  | 売上本数 | 備考 |
| --- | -------------------- | -------------- | ---------------------- | ---------------- | -------- | -------------------------- | ----- | -------- | ---- |
| 1   | ミシシッピー殺人事件 | 1986年10月31日 | ファミリーコンピュータ | トーセ           | ジャレコ | 1.25メガビットロムカセット | JF-11 | -        |      |
| 2   | ミシシッピー殺人事件 | 1987年         | MSX2                   | アクティビジョン | ジャレコ | ロムカセット               | JX-15 | -        |      |

ジャレコがアクティビジョンよりライセンスを得て、ファミリーコンピュータ（ファミコン）およびMSX2に移植した。
このうち、ファミコン版は機能や操作性などの面で大幅に改変がなされ、以下のような相違点がある。
- プレイヤーキャラクターの動作が遅い。
- セーブないしパスワード機能が搭載されていない。アクティビジョン版ではゲームオーバーや手詰まりになった場合はデータをセーブしたところからやり直すことが出来るが、ファミコン版ではゲームを最初からやり直すしかない[3]。
- ノンプレイヤーキャラクターのうちゴドウィンが省略され、空き部屋となっている。
- コモドール64版では入れなかった部屋に、ファミコン版では入ることができる（そこには後述の「即死トラップ」が設置されている）。

日本人には馴染みのない、いかにもアメリカ然とした登場人物たちの会話やセリフ回しなどは原典の直訳によるものである。レイティングのないファミコンソフトであるにもかかわらず、「ばいしゅんふ」の文字が表示されたり、登場人物が汚い言葉でののしったりする。
客船の各客室にはゲームオーバーを招く即死トラップが複数存在する（1号室と14号室：落とし穴、16号室：チャールズ卿の頭めがけて飛んで来るナイフ）。いずれもトラップの場所をよけて移動することで回避可能である。これらの即死トラップはチャールズ卿にのみ発動する。このためプレイ展開によっては、ブラウン発見前にチャールズ卿自身が事件の犠牲者になってしまう。犯人を突き止めて事件を解決しても、これらの罠の設置者や存在理由はストーリー上で明かされないままエンディングを迎える。

## スタッフ
- プロデューサー：ブラッド・フレガー（英語版）
- ゲーム・デザイン：アダム・ベリン
- ストーリー・ライター：ロブ・スウィガート
- グラフィック・デザイナー：ヒラリー・ミルス
- 音楽：エド・ボガス（英語版）

## 評価
ファミリーコンピュータ版
- ゲーム誌『ファミリーコンピュータMagazine』の読者投票による「ゲーム通信簿」での評価は以下の通りとなっており、17.70点（満30点）となっている。

| 項目 | キャラクタ | 音楽 | 操作性 | 熱中度 | お買得度 | オリジナリティ | 総合  |
| 得点 | 2.64       | 3.22 | 3.25   | 2.71   | 2.82     | 3.06           | 17.70 |

- ゲーム誌『ユーゲー』ではバカゲー部門に選出されており、「例の『ワナ』のせいで世間一般ではすっかりバカゲー扱い。若さゆえの過ちというべきか、アドベンチャーゲームのシステムがまだ未完成だったために起こった悲劇であった」、「重要なセリフは1度しか話してくれないうえ、うっかり聞き逃せば即クリア不能に。筆者の周りでもついにクリア達成者は現れず、結局当初の『バカゲー』としての評価ばかりが浸透してしまっていた」と評している[7]。

## 備考
- ブラウンの遺体発見前に3度船長室に入ると、ネルソン船長が知るはずのない事件について語る。
- 本作にはバッドエンドが存在する。ゲーム終盤である証拠品を入手すると、犯人を「こくはつする」コマンドが使用できるようになるが、この証拠品を自室で調べていなかったり、それとほぼ同時に入手できる別の証拠品を入手していなかったりすると、証拠不十分でそのままゲームオーバーになってしまう。
- 『ファミリーコンピュータMagazine』（徳間書店）誌上の「ハイスコアルーム」に、このゲームをクリアしたという『記録』が掲載されたことがある。スコアを競うタイプのゲームではないアドベンチャーゲームがこのような形で取り上げられることは極めて異例。
- 双葉文庫からゲームブック『ミシシッピー殺人事件―リバーボートの冒険』（樋口明雄：著、中村亮：画）が発売されていた。